# Rebrovka
Rebrovka (en rus: Ребровка) és un poble deshabitat de la República de Mordòvia, a Rússia, segons el cens del 2010 no tenia cap habitant, pertany al municipi d'Atiàixevo.